# Wasserturm Mülheim-Fulerum
Koordinaten: 51° 25′ 23,3″ N, 6° 56′ 57,8″ O

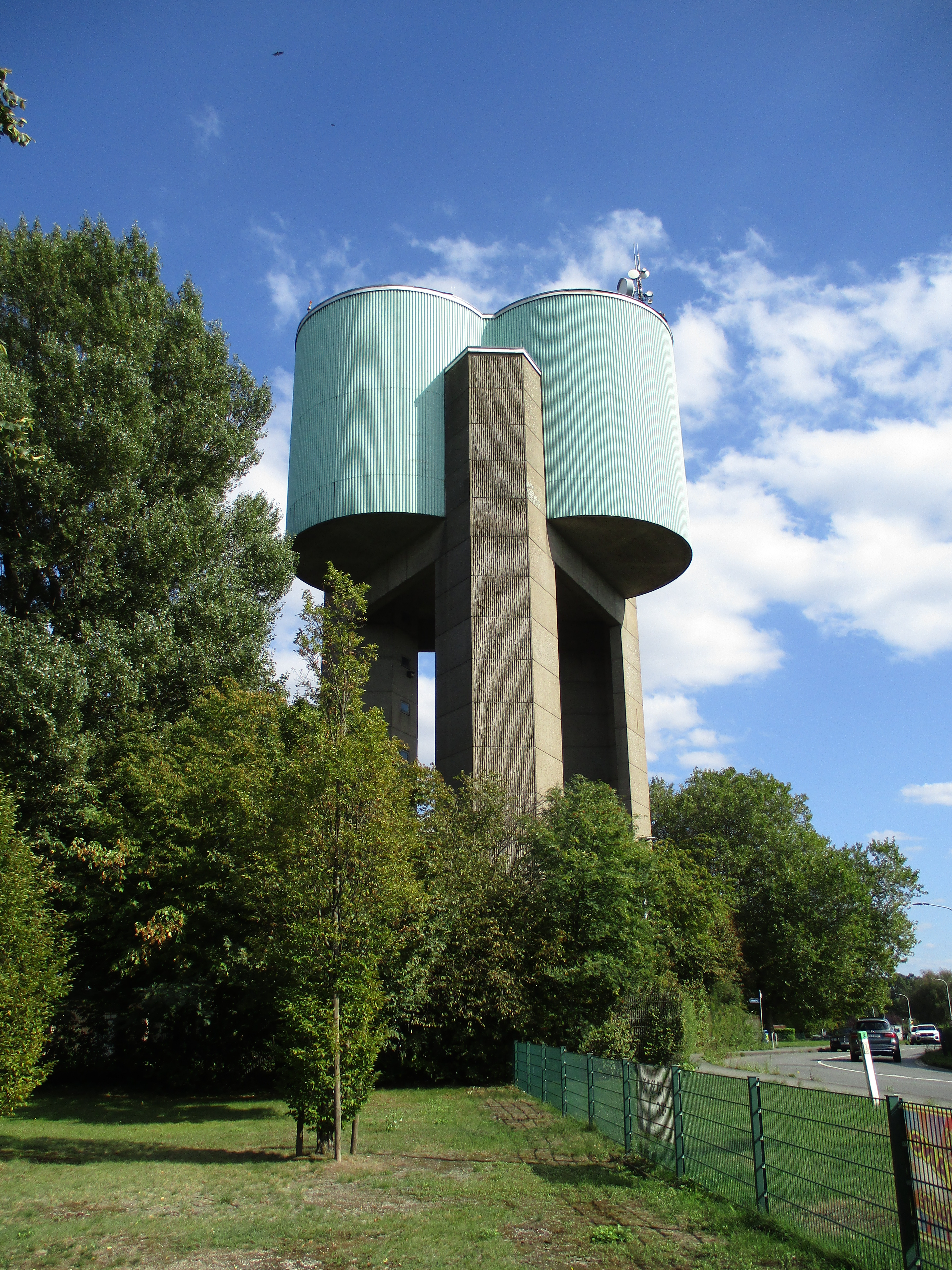
Wasserturm Mülheim-Fulerum

Der Wasserturm Mülheim-Fulerum an der Velauer Straße ist eine markante Landmarke. Er ist der einzige Wasserturm in Mülheim an der Ruhr der immer noch in Betrieb ist und versorgt die Stadtteile Heißen, Heimaterde und Holthausen mit Trinkwasser. Er wurde 1974 errichtet und hat eine Höhe von 40 Metern. Das futuristisch anmutende Gebäude besteht aus einem massiven dreibeinigen Tragwerk aus Stahlbeton auf dem drei zylinderförmige Wasserbehälter angebracht sind. Die Tanks sind mit grün lackierten Aluminiumprofilblechen ummantelt und fassen jeweils 500 Kubikmeter Wasser.
Seit 2016 ist das auffällige Versorgungsbauwerk an der Stadtgrenze zu Essen Teil der Route der Industriekultur 28 – Wasser: Werke, Türme und Turbinen.

## Beschreibung
Eine Schönheit ist der Wasserturm Fulerum am südöstlichen Stadtrand von Mülheim an der Ruhr bestimmt nicht. An seinen vorstädtischen und eher landwirtschaftlich geprägten Standort wirkt er mit seinen drei ineinandergeschobenen zylinderförmigen Wasserbehältern auf Stahlbetonstelzen wie ein fremdartiges Ding aus einer anderen Welt. Mit 118 Metern über NHN befindet er sich an einem der höchsten Punkte der Stadt. Von dort aus ist er weithin sichtbar. Seit 1974 versorgt er die Stadtteile Heißen, Heimaterde und Holthausen mit Trinkwasser.
Das heutige Bauwerk ist ein Beispiel der experimentellen Baukunst der 1960er und 1970er Jahre im Ruhrgebiet. Inspiriert durch die Raumfahrtprogramme im Kalten Krieg erfassten die Architekten die neue Aufbruchsstimmung und versuchten mit High-Tech-Architektur und skulpturalen Bauten im Stil des Brutalismus ein Zeichen gegen die historische Vergangenheit zu setzen. Durch die Entwicklung neuer Materialien entstanden futuristische Baukonstruktionen. Der Wasserturm wurde als Symbol des technischen Fortschritts als Landmarke inszeniert.
Errichtet wurde er von der Ingenieurbaufirma Wayss & Freytag im Auftrag der Rheinisch-Westfälischen Wasserwerksgesellschaft. Im Rahmen der Investitionsprogramme in den 1960er und 1970er Jahren ersetzte er den alten Wasserturm aus dem Jahr 1907. Dieser hatte nicht mehr die ausreichenden Kapazitäten zur Versorgung der wachsenden Bevölkerung. Der neue Wasserturm hat ein Fassungsvermögen von insgesamt 1.500 Kubikmeter Wasser. In den Jahren 2017 und 2018 wurde er saniert und erhielt eine neue Innenbeschichtung und neue Rohrleitungen.